# 京阪100年号事故

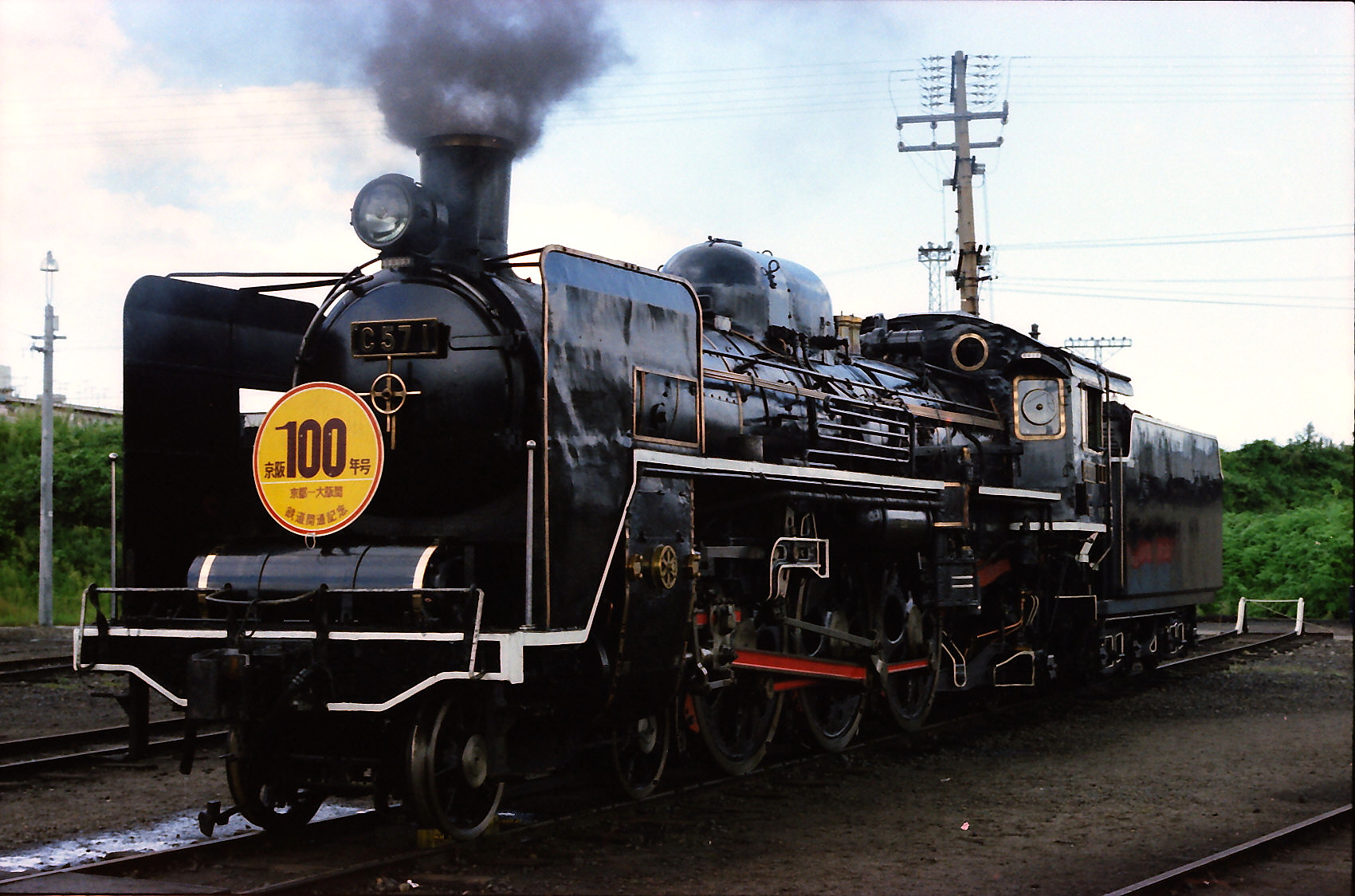
牽引機のC57 1（1976年9月5日 梅小路蒸気機関車館にて）

京阪100年号事故（けいはん100ねんごうじこ）は、1976年（昭和51年）に発生した日本国有鉄道（国鉄）の動態保存中の蒸気機関車牽引によるイベント列車で起きた鉄道人身障害事故である。鉄道撮影のために軌道敷内へ不法侵入していた小学生1名が列車にはねられて死亡したもので、鉄道事業者側に責任のある「有責事故」ではなかったが、その後の日本における蒸気機関車の動態保存のあり方に大きな影響を与えた。

## 事故の概要

### 記念臨時列車の運行
1976年（昭和51年）9月4日土曜日に、東海道本線の京都駅 - 大阪駅間開業100周年を記念して、梅小路蒸気機関車館に動態保存されていた蒸気機関車C57 1と12系客車による記念臨時列車「京阪100年号」が京都駅 - 大阪駅間で運転された。京都駅を出発して大阪駅で折り返す運用で、下りが京都11時10分発、上りが大阪16時10分発というダイヤとなっていた。
この列車の運行については数日前から在阪のマスコミによって広く伝えられ、列車の通過予定時刻などを詳細に報じたメディアもあったとされる。C57 1が起用された背景には、牽引力の点や人気に加え、この年の10月にボイラーの検査期限が切れるため、最後の花道を飾らせたいという考えもあったという。

### 事故の発生
当日は午前中から多くの鉄道ファンや観衆が駅や沿線に繰り出し、マスコミもヘリコプターで列車を追うなどしていた。沿線では多くのファンが撮影や見物のために待機しており、鉄道用地内に侵入してまで撮影を行う者も多数いた。往路は桂川橋梁で幼児の線路侵入による急停車はあったものの、大きなトラブルもなく大阪駅に到着した。この日は土曜日で、授業を終えた児童生徒も午後には駅や沿線に姿を見せ、観衆の数は一段と増加した。
そのような中、定刻よりも遅れて走行中であった千里丘駅 - 茨木駅間において、周囲の人々の注意を無視して線路内に立ち入り写真撮影をしていた小学5年生の男児が列車に接触、男児は病院に搬送されたが死亡した。列車は高槻駅までC57形牽引で走行した後、同駅でEF65形電気機関車に付け替え、京都駅まで運行された。高槻駅で切り離されたC57形は同日中の夜に梅小路へ回送された。
この列車は、毎日放送が当時関西ローカルで放送していた『かんさい珍版・瓦版』（木曜 19:00 - 19:30）の9月9日放送分での特集を予定しており、放送当日のテレビ番組欄でも「最後のSL。見るのも撮るのも　もーたいへん」とタイトルが載っていたが、番組冒頭で司会の浜村淳が「放送を予定していましたが、人身事故を起こし、これはちょっと…放送できなくなりました」と謝罪し、急遽内容を差し替えて放送を行った。
京都新聞記事によれば当列車の機関士および機関助士が大阪府警察により書類送検されたが、事故責任なしとして不起訴処分となった。

## 背景および事故の影響

### SL保存運行構想の頓挫
事故前年の1975年（昭和50年）12月をもって国鉄は蒸気機関車の営業運転を終了し、1976年3月に北海道で入換用に残っていた蒸気機関車が退役してからは、梅小路蒸気機関車館の動態保存機だけが国鉄の保有する現役の蒸気機関車となっていた。
梅小路蒸気機関車館の開館当時の構想では、線路が本線につながっている利点を生かし、同館を拠点として保存機による列車を定期的に運行することになっていた。『鉄道ピクトリアル』1972年10月号に掲載された、日本国有鉄道運輸局車務課による「蒸気機関車動態保存計画の全貌」では、詳細は検討中としながらも「東海道・山陰・福知山・奈良・草津」の各線を使用した5、6のモデルコースに、週末などに臨時列車か団体臨時列車を運行する構想が紹介されている。
開館当初はC62形による「SL白鷺号」などが運行されたが、その後は国鉄の労使問題の深刻化などを受け、一時中断状態になっていた。
そして前述の通り営業用蒸気機関車の全廃を迎え、保存運行を再開すべく実施されたのが「京阪100年号」であった。この運行に先立ち、同年3月には山陰本線丹波口駅付近の高架化完成に際してC11形64号機を使用した記念列車が運行されており、それに続くものであった。山陰本線の記念列車は平日の午前中に運行され走行距離も短く、この「京阪100年号」こそが本格的な保存運行の試金石になると目されていた。
しかし、人身事故が起きたことで構想は事実上頓挫した。イベント列車で死者が出たことの衝撃は大きく、鉄道趣味雑誌『鉄道ジャーナル』はこの事故に関する特集記事を組み、編集長の竹島紀元は記念列車を煽った一般マスコミの責任に言及しながら「日本の社会がおとな（原文傍点あり）の行動の取れる日がくるまで、本誌では'SL動態保存'の提言を一切ひかえることにする」と宣言したほどであった。一方、同じ鉄道趣味雑誌である『鉄道ファン』では列車の運行自体は取り上げたものの、事件については読者投稿1件を掲載するのみにとどまり、4年後の山口線での復活運転の時に書かれた記事のC57 1の年表で、お召列車やSL列車牽引の情報並びに事故でも昭和36年の脱線事故などは掲載しているが、こちらの事故については京阪100年号牽引があった事自体未記載となっている。
事故に先立ち、1972年（昭和47年）10月に汐留駅 - 東横浜駅（桜木町駅付近）間で運行された「鉄道100年記念号」で発生した混乱も踏まえて、国鉄は三大都市圏での蒸気機関車の保存運行を断念し、地方路線での恒久的な保存運行へと方針を転じていくこととなった。その結果として1979年（昭和54年）に実現したのが、現在まで続く山口線の「SLやまぐち号」である。以降、各地の地方都市においてSL復活運転が行われている。

### 同種の混乱の例
横浜では1980年（昭和55年）6月13日から15日までの3日間、高島線で「横浜開港120周年号」として、梅小路蒸気機関車館所属のC58形1号機が運行され、前年に運行を開始した「SLやまぐち号」の予備機であった同機をはるばる横浜まで回送して運用した。この際は首都圏での久々の蒸気機関車運行ということで混乱が予想され、多数の警察官が警備にあたり、撮影ポイントにはバリケードが張られるという物々しい体制となった。当日は沿線に多数の鉄道ファンや観衆が詰めかけ、中には列車撮影のため線路内に侵入する者もいた。
その後の三大都市圏の本線上での蒸気機関車運転としては、1988年（昭和63年）にオリエント急行の車両が日本で運行された際に上野駅 - 大宮駅間を走行した例や、1989年に「SLコニカ号」として運行された際に京葉線蘇我駅 - 新木場駅間を走行した例、短距離ではあるが2003年と2014年に上野駅 - 尾久客車区（田端運転所）間を走行した例（いずれもD51形498号機）があるが、あくまでも単発的な運行にとどまっている。

### 対策の遅れ
これほどの大騒動を招いた事故であるにもかかわらず、国鉄では線路外からの侵入者対策はなおざりにされたままであった。京阪電気鉄道では1980年（昭和55年）の置石脱線事故を契機として線路際にフェンスを早急に設置し、私鉄各社でも同様の線路侵入対策を実施した。これに対して国鉄は「保線作業に支障をきたす」としてフェンスの設置には消極的なままで、民営化後も対策はなされず、西日本旅客鉄道（JR西日本）が本件事故現場を含む京阪間の東海道本線の線路際にフェンスを設置したのは、事故から実に31年後（つまり、国鉄出身者の多くが退職した後）の2007年（平成19年）以降であった。